# Múscul peroneal anterior
El múscul peroneal anterior o peroneal tercer (musculus peronaeus tertius o fibularis tertius), és un petit ventre muscular que està situat en la part anterior i externa de la cama. Està innervat pel nervi peroneal profund (L5 i S1).
Té l'origen en el terç inferior de la cara anterior del peroné i la membrana interòssia. Segueix un camí descendent fins a formar un tendó que s'insereix en el dors de la base del cinquè metatarsià.
La seva acció fa possible la flexió dorsal del peu i també l'eversió d'aquest. L'eversió consisteix en l'elevació de la vora externa del peu de manera que la planta mira cap a fora. Aquest moviment el produeixen també el múscul peroneal lateral curt i el múscul peroneal lateral llarg.

## Galeria d'imatges

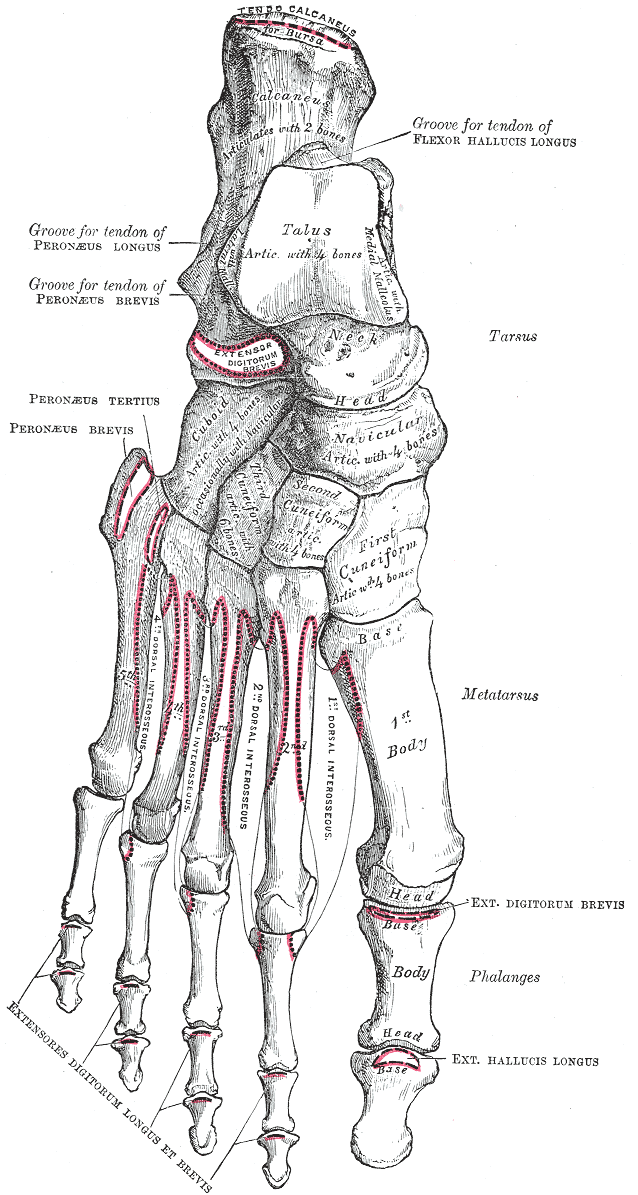
Els ossos del peu dret. Vista dorsal.
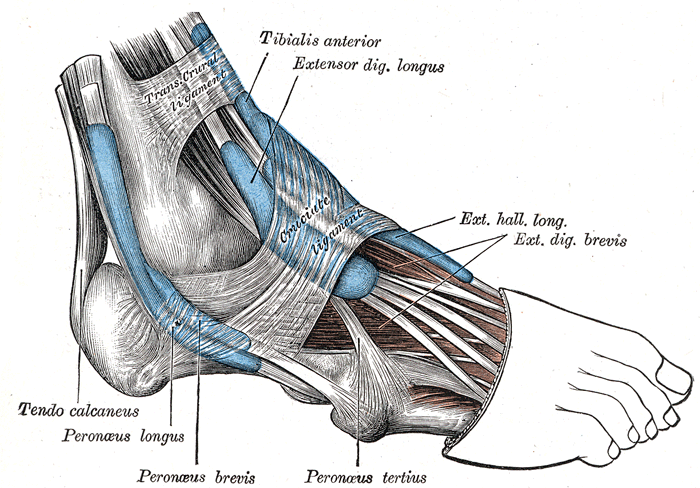
Les beines mucoses dels tendons al voltant del turmell (vista lateral).
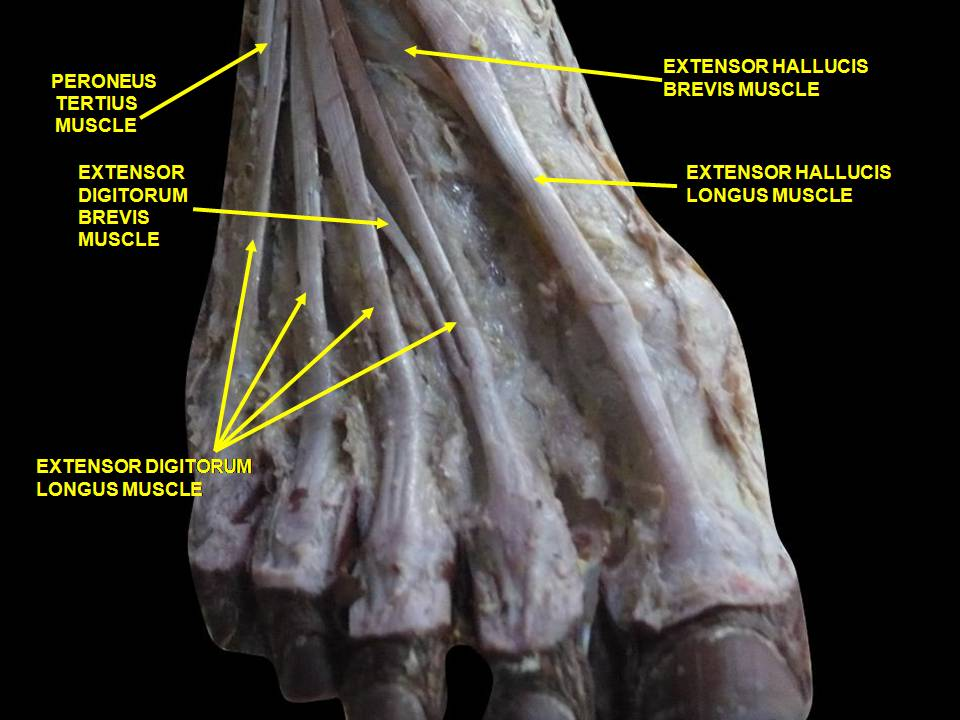
Dors del peu. Dissecció profunda.
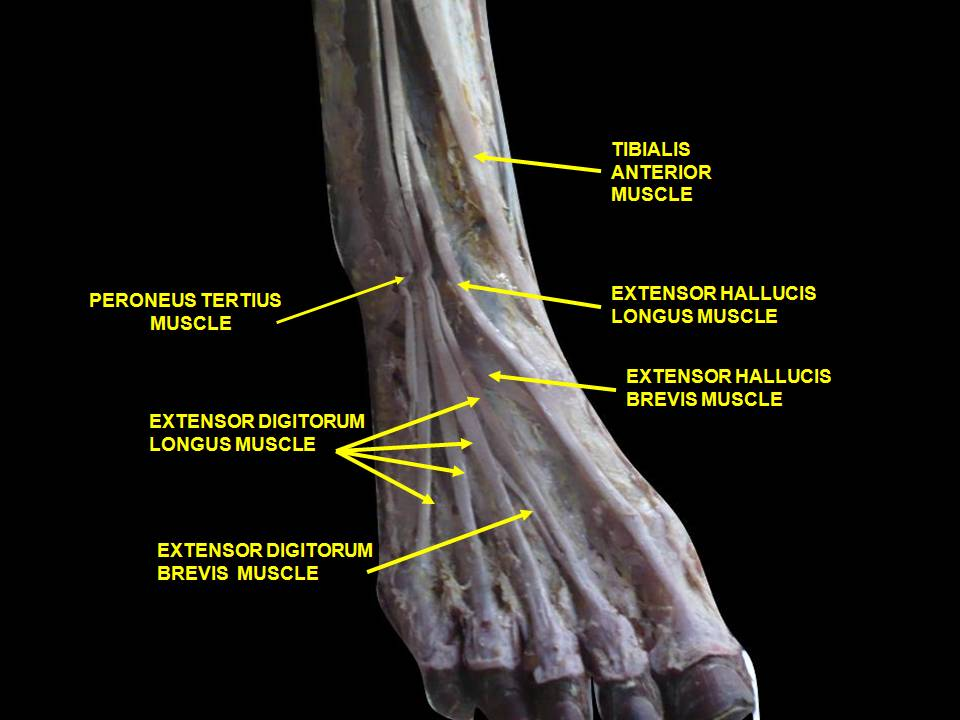
Dors del peu. Dissecció profunda.